# Conospermum undulatum
Conospermum undulatum (лат.) — кустарник, вид рода Коноспермум (Conospermum) семейства Протейные (Proteaceae), эндемик Западной Австралии. Цветёт с мая по октябрь белыми цветками.

## Ботаническое описание
Conospermum undulatum — прямостоячий компактный куст высотой до 1,5 м. Листья восходящие, от ланцетных до лопатовидных, 1,4-12 см длиной, 4-38 мм шириной, гладкие; край волнистый; вершина острая; видны центральные и краевые жилки. Соцветие — прерывистая колючая метёлка; цветоносный побег длиной 25,5-40 см, от опушённого до ворсинчатого. Прицветники яйцевидные, 2-3,1 мм длиной, 2-3 мм шириной; основание и бока густо опушённые. Околоцветник с белой опушкой; трубка длиной 2,8-4,5 мм; верхняя губа яйцевидная, 1,8-2,4 мм длиной, 1-1,2 мм шириной, гладая, с заострённой вершиной. Плод — орех около 2,5 мм длиной и около 3 мм шириной, тёмно-коричневого цвета, бархатистый; волоски по окружности около 1,8 мм длиной, оранжевого цвета; центральный пучок длиной 1,8-2 мм, бледно-оранжевый.

## Таксономия
Впервые вид был официально описан английским ботаником и садоводом Джоном Линдли в 1839 году в его книге A Sketch of the Vegetation of the Swan River Colonyпо, по образцах, собранных у реки Суон Джеймсом Драммондом.

## Распространение и местообитание
C. undulatum — эндемик Западной Австралии. Ареал этого вида ограничен небольшой территорией на холмах горного хребта Дарлинг к востоку от Перта в Западной Австралии, где C. undulatum растёт на песчано-глинистых почвах.

## Охранный статус
Вид классифицирован как уязвимый согласано Закону об охране окружающей среды и сохранении биоразнообразия 1999 года.